# Peristoma
El terme peristoma (del grec: peri i stoma, al voltant de la boca) es fa servir per descriure diverses estructures envoltant l'obertura d'un òrgan en les plantes i en certs invertebrats com els mol·luscs.

## Peristoma en la molsa

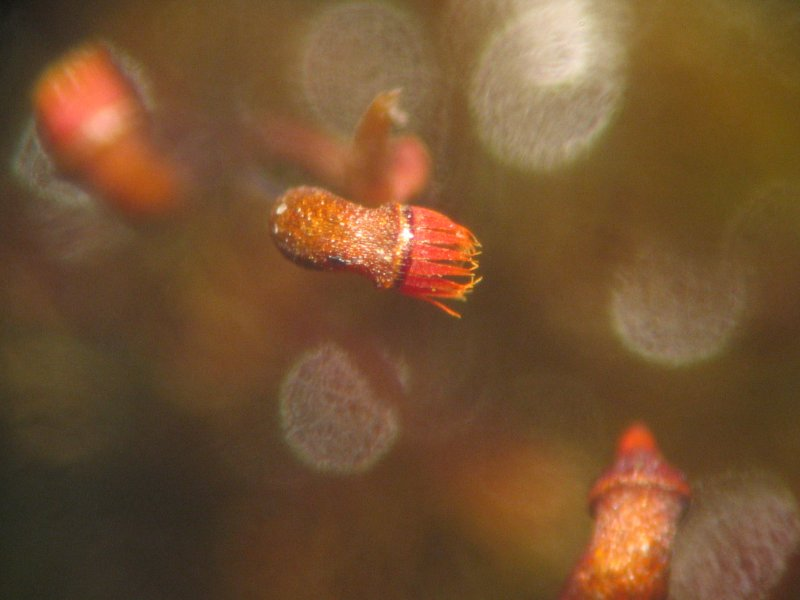
Càpsules i peristomes de la molsa Dicranella varia

En la molsa, el peristoma és una estructura especialitzada de l'esporangi que permet l'alliberament progressiu de les espores en lloc de deixar-les anar totes juntes.
La majoria de molses produeixen una càpsula amb una tapa (l'opercle) que s'obre quan l'espora de dins està madura i llesta per a ser dispersada. L'obertura és anomenada l'estoma ("boca") i és envoltada per un o dos peristomes. Cada peristoma és un anell de dents triangulars formades dels vestigis de la paret cel·lular.

## Peristoma en les plantes carnívores

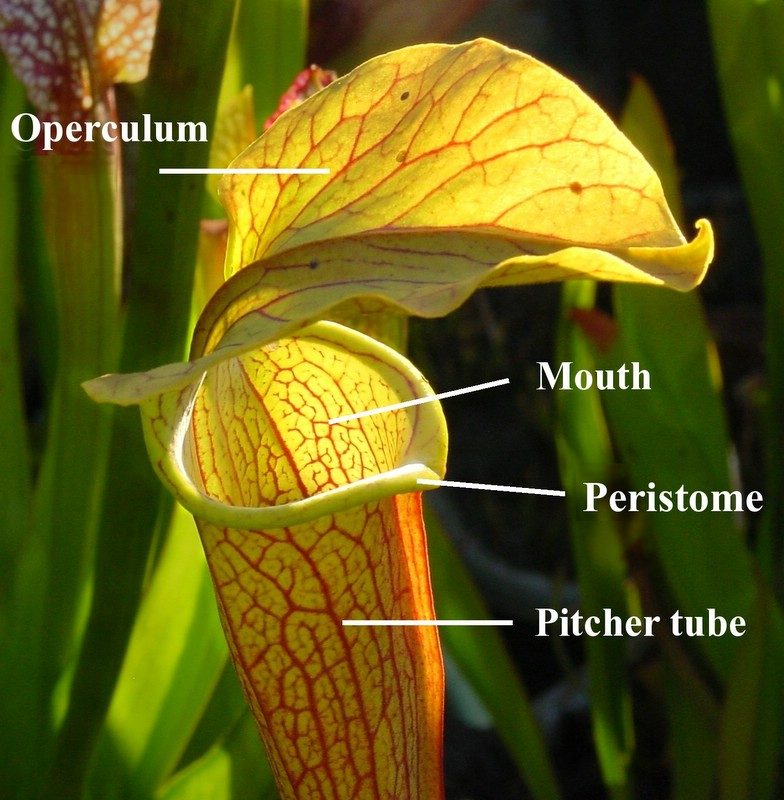
Un diagrama mostrant el peristoma en una Sarracenia.

En les plantes carnívores, el peristoma és un anell de teixit que envolta l'entrada del tub digestiu. Sovint (per exemple en Cephalotus follicularis) el peristoma presenta "dents", que faciliten la retenció de les preses.

## Peristoma en els gastròpodes
En els cargols i altres gastròpodes amb una closca espiral, el peristoma és la vora de l'obertura de la closca que envolta el mant. El peristoma està compost de les darreres parts de les espirals de creixement de la closca.
La forma, el gruix i el color del peristoma són sovint d'una gran importància per la identificació de les espècies de gastròpodes.